# Gallieniella
Gallieniella is een geslacht van spinnen uit de familie Gallieniellidae.

## Soorten
Het geslacht kent de volgende soorten:
- Gallieniella betroka Platnick, 1984
- Gallieniella blanci Platnick, 1984
- Gallieniella jocquei Platnick, 1984
- Gallieniella mygaloides Millot, 1947